# 菊岡検校
菊岡検校（きくおかけんぎょう、寛政4年（1792年） - 弘化4年11月12日（1847年12月19日））は19世紀前半に京都で活躍した盲人音楽家（地歌三味線演奏家、作曲家）。

## 生涯
1792年（寛政4年）生まれ。一山（いちざん）検校に師事、 1806年（文化3年）に検校となる。都名（いちな : 当道座に所属する盲人が名乗る名前）は楚明一（そめいち）。
地歌三味線の名手であり、先輩に当たる松浦検校が完成させた地歌の楽曲形式、様式である「京流手事物」を更に洗練させ、数多くの曲を残した。作風は流麗で、長い手事（器楽部）を持ち、三味線の技巧も凝ったものが多く、また歌にも力の入った曲が多くあり、現代でも好んで演奏される。京流手事物最盛期を代表する作曲家と言える。
作品の半数ほどは、八重崎検校が箏の手付をしており、八重崎の名アレンジにより、三味線・箏の合奏曲として更なる磨きがかかった音楽となった。またこの二人は芸の上でも名コンビ、良きライバルであったという逸話が残されている。
作品の一つ『茶音頭』では「六下がり」という独特な調弦法を考案した。なお同曲は谷崎潤一郎の「春琴抄」にも取り上げられている。また文楽『壺阪霊験記』では、主人公の沢市がやはり同検校の作品『ままの川』の一節を弾くくだりがある。
このほか、八雲琴（やぐもごと=二弦琴のひとつ）曲の作品もある。
菊岡の開拓した芸術は後輩にあたる光崎検校らに更に受け継がれ発展することとなる。
1847年（弘化4年）没。

## 主な作品

### 地歌曲

#### 手事物
- 『茶音頭』
- 『楫枕』
- 『磯千鳥』
- 『長等の春』
- 『笹の露』
- 『梅の宿』
- 『御山獅子』
- 『園の秋』
- 『今小町』
- 『夕顔』
- 『船の夢』
- 『里の春』（以上八重崎検校箏手付）
- 『梅の匂』
- 『ままの川』（松野検校箏手付）

#### 長歌もの
- 『竹生島』
- 『老松』

#### 端歌もの
- 『秋津洲』
- 『玉のゆくえ』
- 『大和橋』

### その他

#### 八雲琴曲
- 『御名読』